# Buckfast Abbey
Buckfast Abbey in Buckfastleigh, Ort in der englischen Grafschaft Devon, ist eine Benediktinerabtei und zugleich eines der noch aktiven Klöster in Großbritannien.

## Geschichte
Das Kloster wurde 1018 von Lord Aylward im Tal des Dart gegründet. Über die Frühzeit des Klosters ist nur wenig bekannt. 1136 schloss es eine Kongregation mit dem Kloster Savigny und gehörte dann zum Zisterzienserorden: Von 1147 bis 1539 war das Kloster eine Zisterzienserabtei. Kirche und Gebäude wurden im Zuge der Auflösung der englischen Klöster unter der Herrschaft König Heinrichs VIII. zerstört, und mehr als 300 Jahre lang existierten von der Abtei nur noch Ruinen. 1882 wurde sie dann von aus Frankreich verbannten Benediktinern von der St. Augustine’s Priory in Ramsgate gemietet und später für 4700 £ käuflich erworben. Der anschließende Wiederaufbau der Klosteranlage wurde 1938 abgeschlossen.

### Äbte nach der Wiederbesiedlung
Der erste Abt, Boniface Natter, starb 1906 bei einem Schiffsunglück. Sein Nachfolger Anscar Vonier nahm den seit längerem geplanten Wiederaufbau der Abtei in Angriff. Auch der dritte Abt, Bruno Fehrenbacher, stammte wie seine Vorgänger aus Oberschwaben.
- Boniface Natter: gewählt 19. November 1902; † 4. August 1906
- Anscar Vonier: gewählt 14. September 1906; † 26. Dezember 1938
- Bruno Fehrenbacher: gewählt 10. Januar 1939; Rücktritt 1956
- Placid Hooper: gewählt 5. Januar 1957
- Leo Smith: gewählt 30. Januar 1976
- David Charlesworth: gewählt 3. Januar 1992
- Sebastian Wolff: ernannt im Januar 2000
- Philip Manahan: gewählt 10. Dezember 2003
- Richard Yeo: ernannt im Februar 2007
- David Charlesworth: gewählt 27. Januar 2009

## Bauten und Anlage
Nach der Auflösung des Klosters wurden die Gebäude zerstört und dienten als Steinbruch, so dass nur Ruinen übrig blieben. Im Jahr 1800 wurde das Gelände von Samuel Berry erworben, was von der Klosterkirche noch obertägig sichtbar war, wurde vollständig abgerissen und nivelliert. Er errichtete an der Westseite der Klausur ein gotisierendes mit Zinnen bewehrtes Landhaus.
Die ummauerte mittelalterliche Anlage grenzte im Osten an das Ufer des Dart. Von ihr haben sich obertägig nur Reste eines quadratischen Turms aus dem 14.–15. Jh. und ein Kellergewölbe des 11.–12. Jhs., beide in die heutigen Klausurbauten integriert, sowie Reste des nördlichen und des südlichen Tores erhalten.
1882 und den folgenden Jahren wurden der gesamte Grundriss der mittelalterlichen Klausur und Klosterkirche durch die neuen Mönche selber freigelegt. Neuere Ausgrabungen führten westlich der Klausur zur Entdeckung des Gästehauses, das direkt an die Ummauerung des inneren Klosterbereichs angrenzte.
1907 begannen die Bauarbeiten für die Klosterkirche und Klausur nach einem Entwurf von Frederick A. Walters. Dieser Neubau erfolgte so weit wie möglich auf den mittelalterlichen Fundamenten durch eine kleine Gruppe von Mönchen. 1937 wurde das Kirchenbauwerk im normannischen und frühgotischen Stil schließlich vollendet. Altar und Taufbecken des Gotteshauses sind Kopien aus deutschen Domen und größtenteils angefertigt von dem Aachener Goldschmied Bernhard Witte.

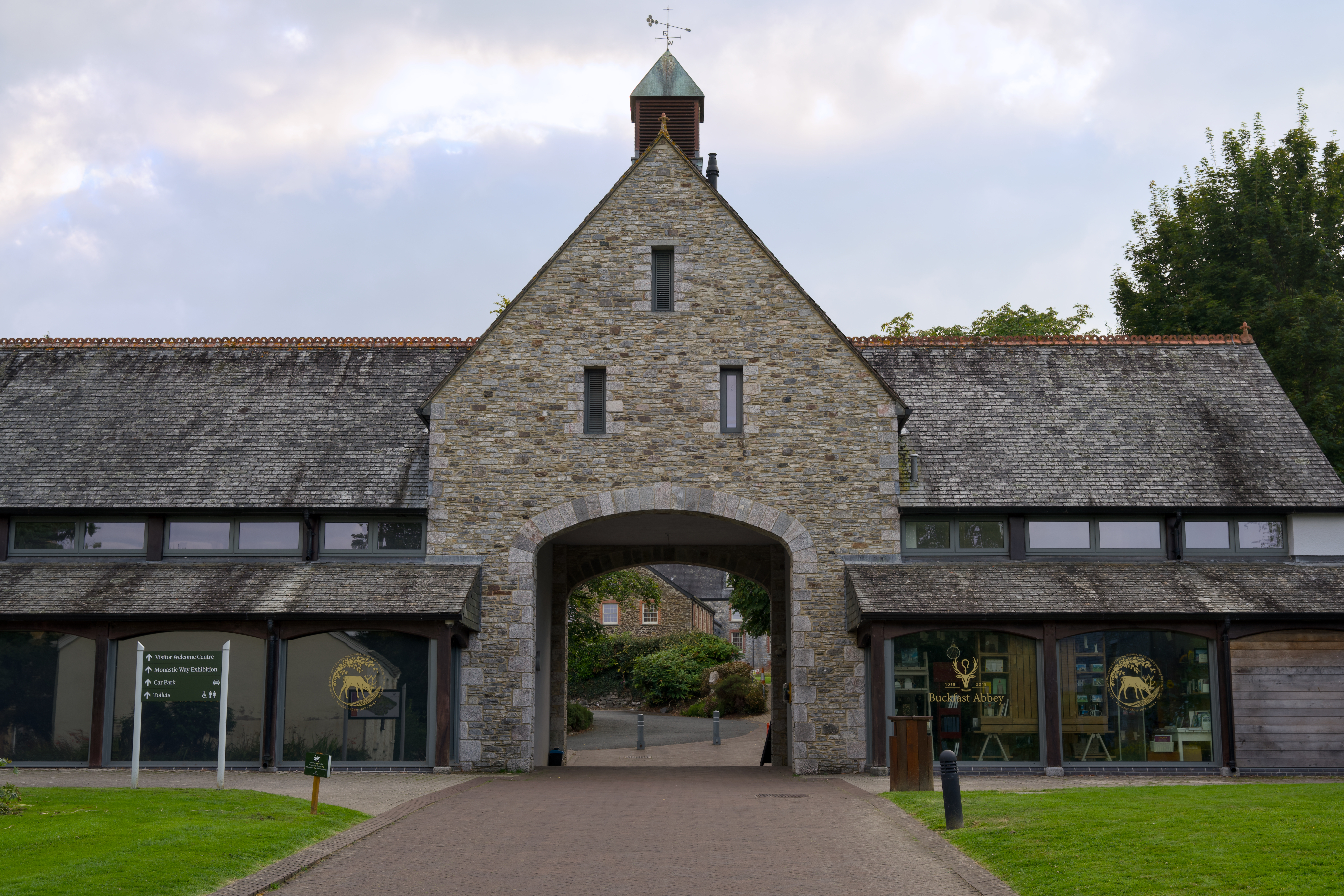
Torhaus und Besucherzentrum
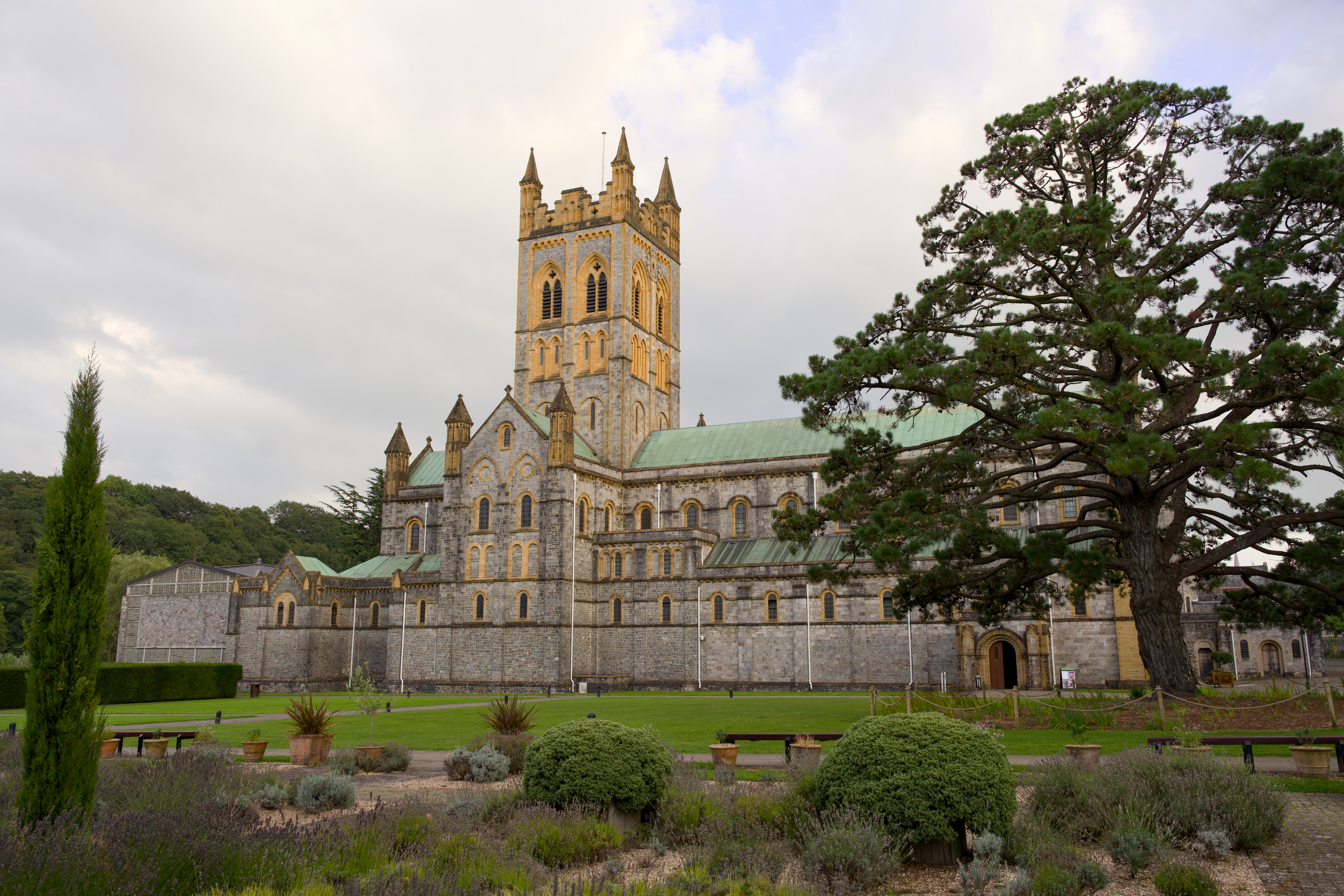
Abteikirche
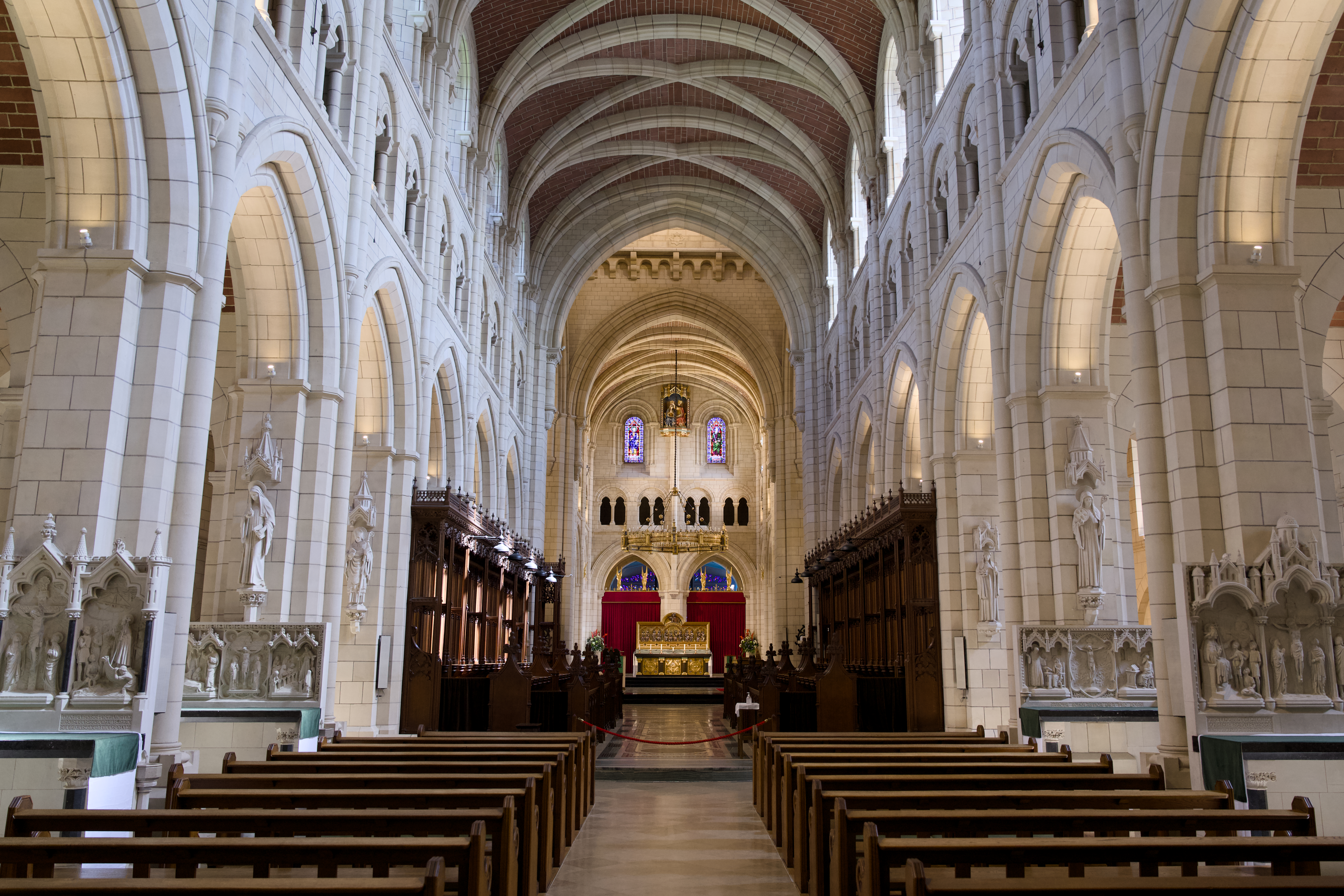
Innenansicht der Abteikirche
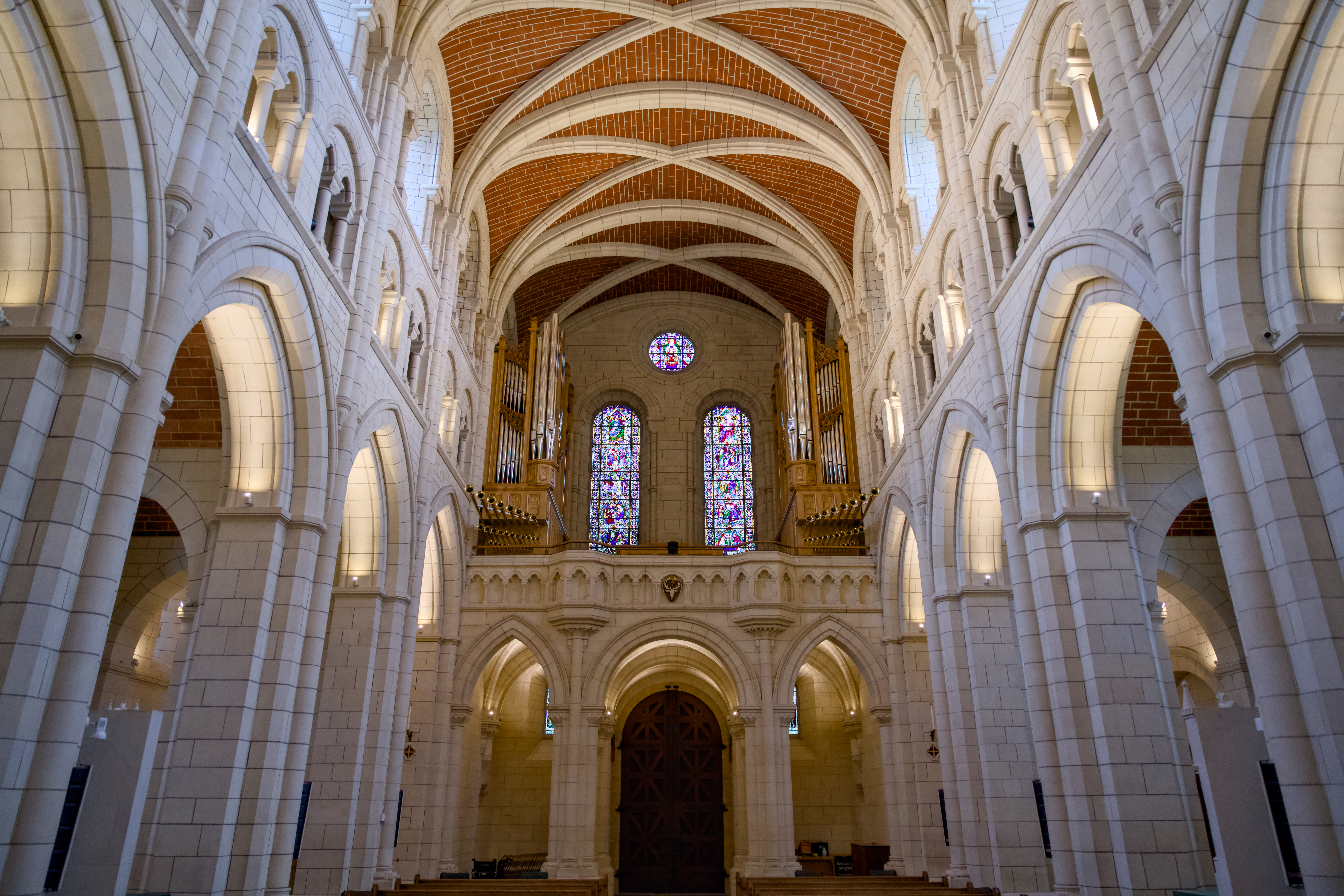
Kirchenschiff und Westempore
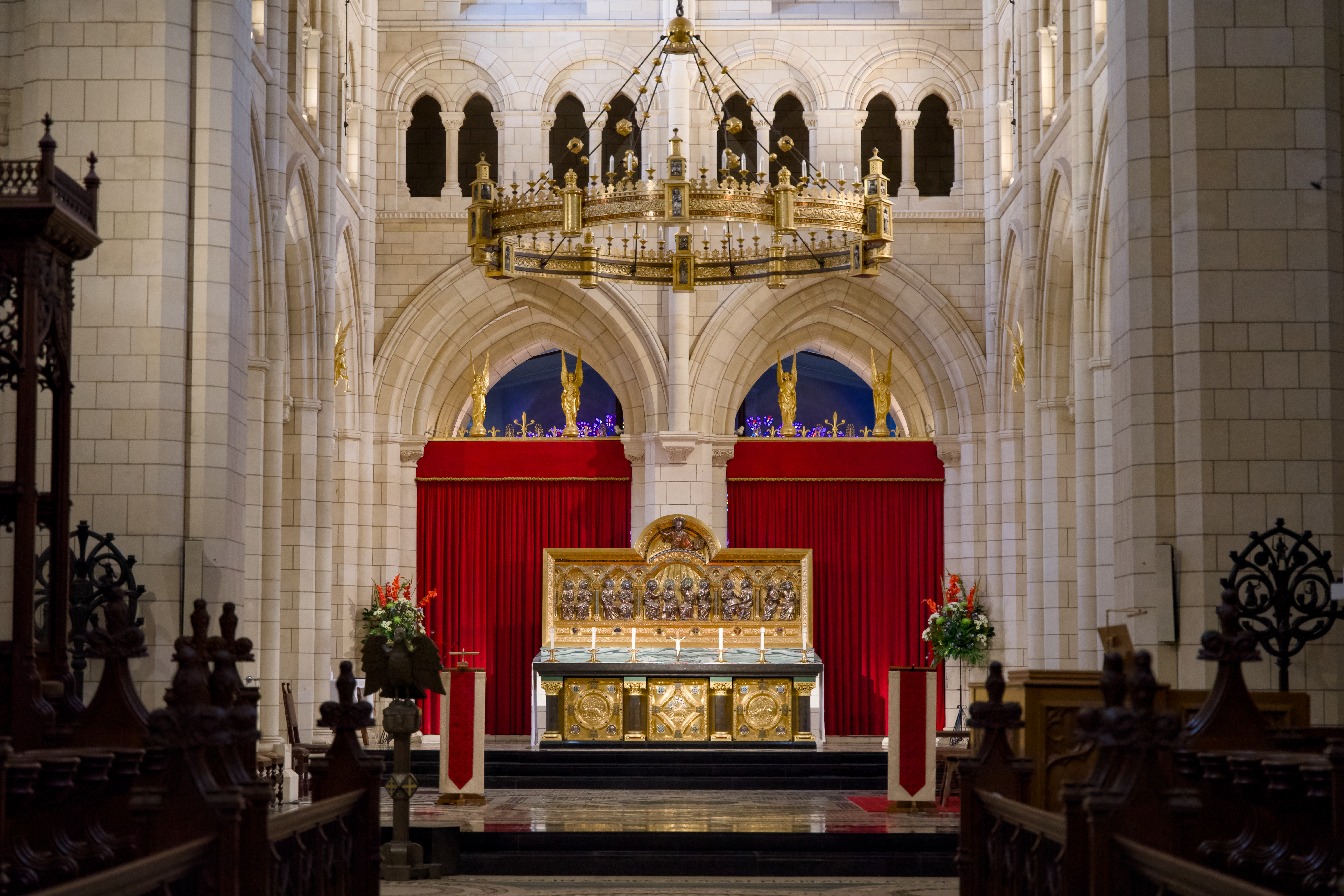
Hauptaltar und Radleuchter
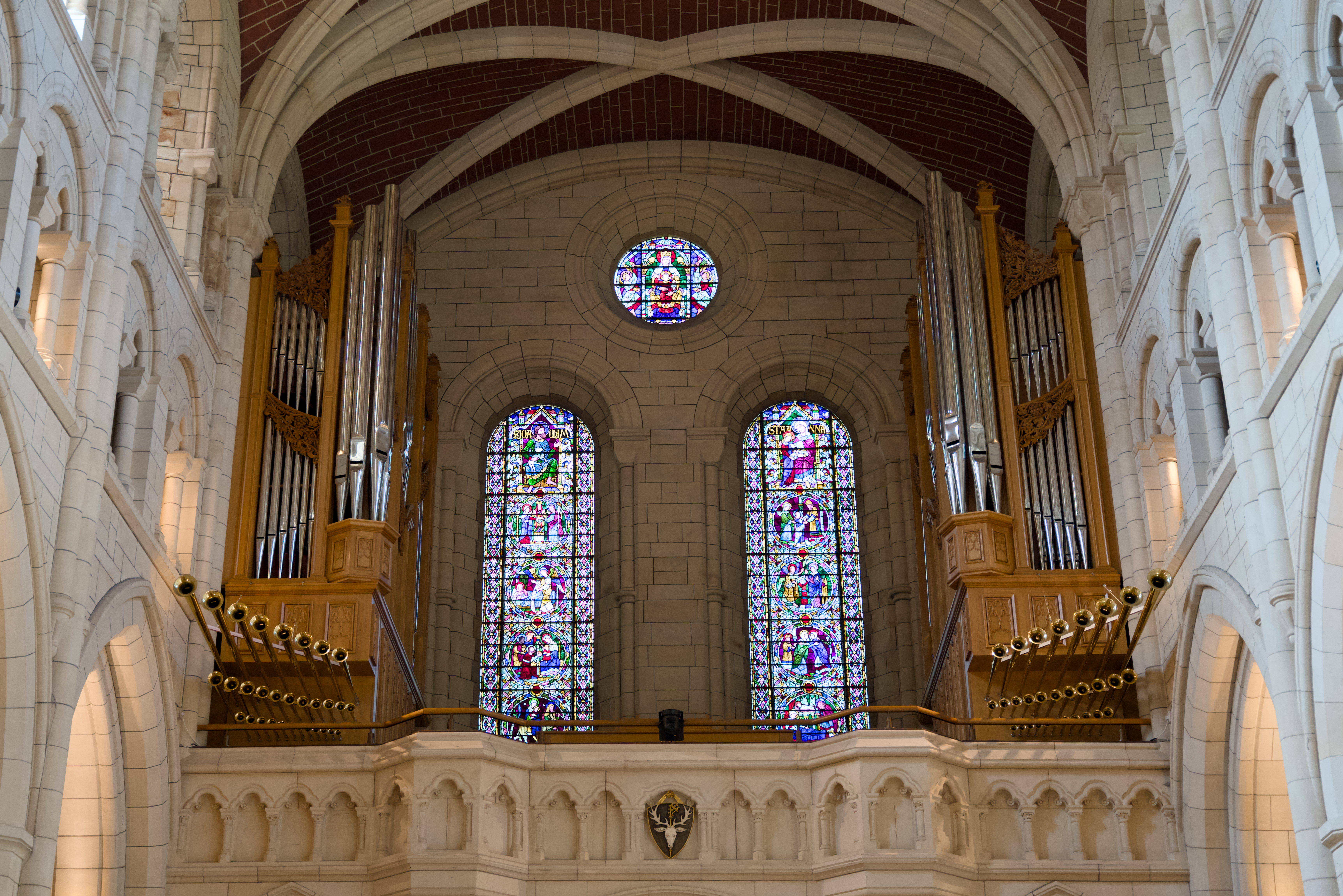
Ruffatti-Orgel
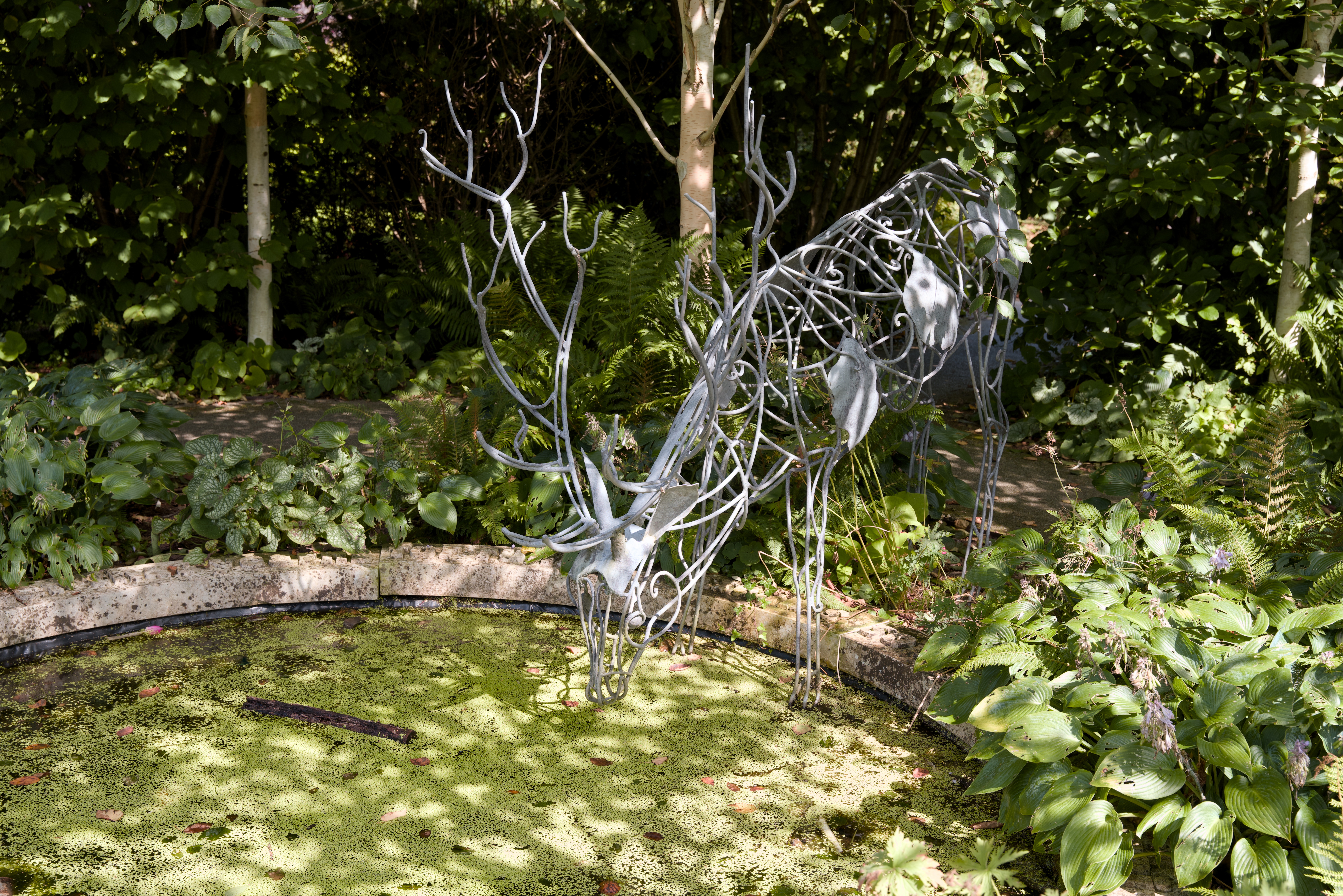
Abteigarten

## Wirtschaftliche Lage
Zu angelsächsischer Zeit war Buckfast Abbey wirtschaftlich nicht erfolgreich. Zur Zeit des Domesday Survey von 1086 besaß das Kloster dreizehn Wirtschaftshöfe in der Umgebung des Dartmoors. Es entwickelte sich erst später seit dem 13. Jahrhundert zu einer den reichsten Abteien im Südwesten Englands. Dieser Reichtum liegt weniger in den Besitzungen, die sich seit der benediktinischen Frühzeit nicht wesentlich erweitert hatten. Zu den bedeutenden Neuerwerbungen gehörte der Erwerb eines Hauses in Kingsbridge. 1219 erhielt der Abt von Buckfast das Recht, hier einen wöchentlichen Markt, auf dem es auch seine Produkte aus der Fischerei und Schafszucht vermarktete, und seit 1460 einen Jahrmarkt abzuhalten. Daneben besaß das Kloster 17 Wirtschaftshöfe in Devon, einen Stadthof in Exeter und Fischereirechte auf dem Dart und dem Avon.
Heute trägt sich die Abtei wirtschaftlich selbst: Erwerbsquellen sind Gemüseanbau, Bienenhaltung sowie Schweine- und Viehzucht. In ihrem Klostershop verkaufen die Mönche Honig und Bienenwachs. Besonders nachgefragt wird jedoch der Buckfast Tonic Wine, den die Mönche seit 1890 nach einem alten französischen Rezept herstellen.
Das andere Standbein der wirtschaftlichen Existenz der Abtei besteht aus einem Konferenz- und Seminarzentrum einschließlich Gästehaus sowie einem Restaurant.

## Kultur- und Bildungsarbeit
Die Abtei hat zwei Chöre, einen aus Berufssängern bestehenden gemischten Chor sowie einen Kinderchor, dessen Mitglieder Stipendien für Gesangs- und Instrumentalunterricht erhalten.
Die Chöre gestalten unter der Leitung von Matthew Searles (Master of the Music) und Dr. Robert Pecksmith (Assistant Master of the Music) die Sonntags-, Feiertags- und ausgewählte Werktagsgottesdienste.
Seit 2017 verfügt die Abteikirche über eine von der italienischen Firma Fratelli Ruffatti erbaute Doppelorgelanlage, die aus einer größeren Chororgel (66 Register), deren Werke im Chorraum und Triforium angeordnet sind, sowie einer kleineren Orgel (26 Register) auf der Westempore besteht. Die beiden Instrumente können einzeln oder zusammen von zwei fahrbaren viermanualigen Spieltischen angespielt werden.
In der Abteikirche finden regelmäßig Chor- und Orgelkonzerte statt. 2019 gründete die Abtei unter dem Namen Ad Fontes ein eigenes Musiklabel.
Die multimediale Dauerausstellung „The Monastic Way“ im Besucherzentrum der Abtei bietet Gästen und Schulklassen einen Einblick in die Geschichte des Ortes sowie das Alltagsleben der Benediktinermönche in der Vergangenheit und Gegenwart.